# Mohamed Aoudou
Mohamed Aoudou est un footballeur international béninois né le 30 novembre 1989 à Aplahoué.

## Biographie

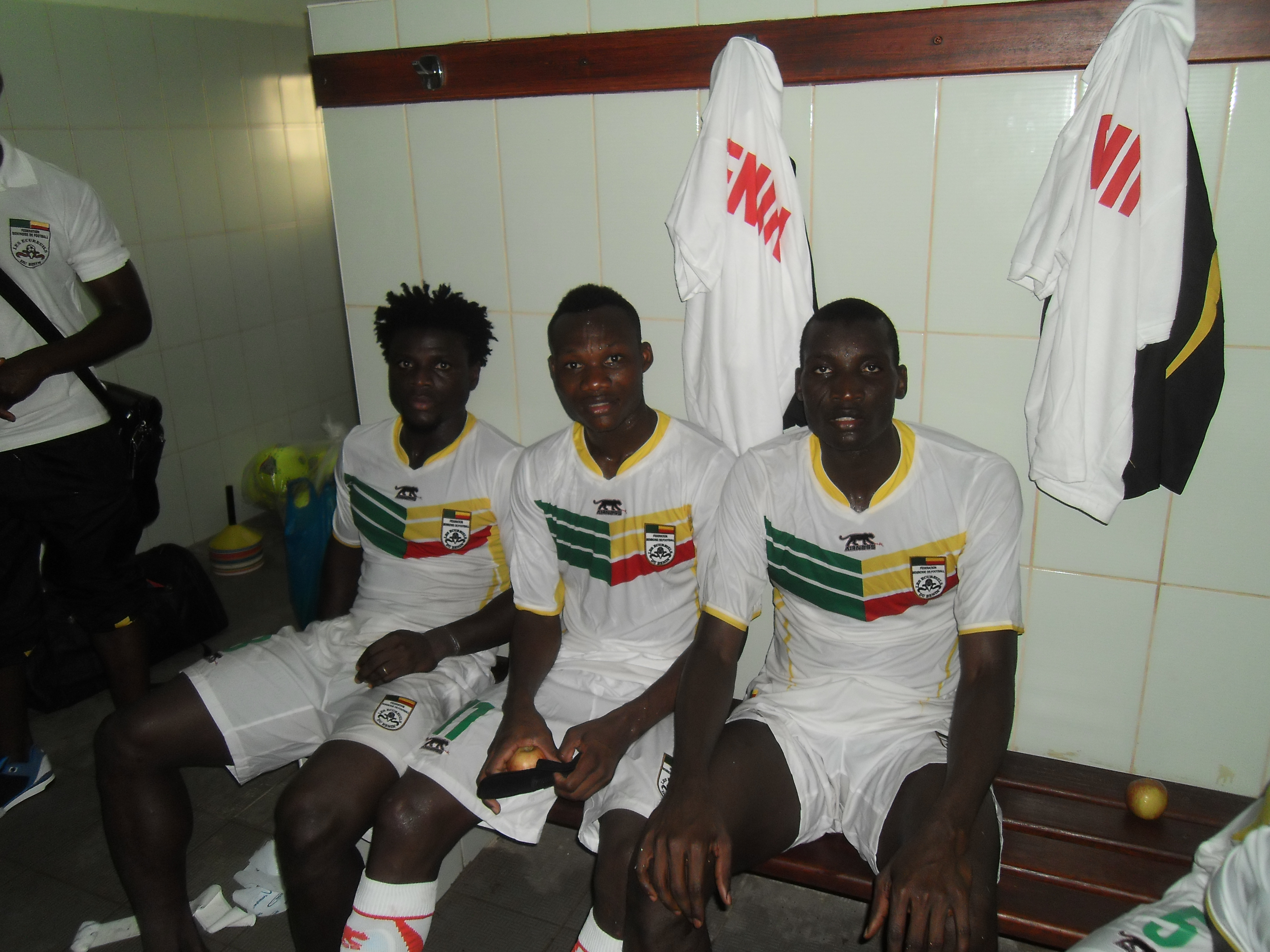
Razack Omotoyossi, Désiré Segbe Azankpo et Mohamed Aoudou

Mohamed Aoudou a commencé sa carrière en deuxième division régionale au Bénin, sous les couleurs de Dadjè FC. Il sera propulsé contre toute attente en 2008 en équipe nationale junior par le belge Patrick Aussems. Aoudou s'impose en marquant notamment un triplé contre le Maroc. Dans la foulée, il signe en 2009 à Évian Thonon Gaillard sans avoir joué en première division béninoise. Sa première saison dans l'Hexagone est difficile. Il rentre au bercail en 2010 pour se relancer avec le Tonnerre de Bohicon un pari gagné puisqu'il fini meilleur buteur du championnat béninois en 2012 avec 10 buts. La même année il fait forte impression en Ligue des champions africaine en inscrivant le but de la qualification à domicile contre l'AS Garde du Niger en 32e de finale. Il se signale par une nouvelle réalisation au tour suivant contre le Stade malien à Bamako.
Après une saison accomplie, Aoudou signe au COD Meknès dans le championnat marocain pour la saison 2012-2013. Il s'y impose mais il ne reste pas longtemps. À l'été 2013 il est transféré pour trois saisons à la JS Saoura fraîchement promue en première division algérienne. Aoudou devient le fer de lance de l'équipe en terminant la saison avec 10 buts. Il participe fortement au maintien de son club qui finit 9e. Il est le meilleur artificier de son club et classé 5e meilleur buteur du championnat.
Dès la fin de la saison, plusieurs clubs européens sont intéressés par son profil, Aoudou ne cache pas son désir de rejoindre le Vieux Continent.

## Équipe nationale
Aoudou fait ses premières apparitions avec la sélection béninoise chez les juniors en 2008 lors des éliminatoires de la CAN Rwanda 2009. Il marque quatre buts lors des éliminatoires. Malheureusement le Bénin échoue lors du dernier tour contre le Mali.
Aoudou sera propulsé chez les A, pour les qualifications couplées du mondial et de la CAN 2010. Il marque les esprits contre le Mali lors de la 5e journée quelques minutes après son entrée en jeu, il égalise pour le Bénin d'une frappe surpuissante des vingt mètres en fin de partie. Score final 1-1. Quelques semaines plus tard, lors de la 6e et dernière journée face au Ghana, il entre en jeu alors que le score était nul et vierge. Aoudou marque le but de la victoire dans les ultimes instants de la partie faisant chuter les amis de Michael Essien. C'est à cause de ses deux buts décisifs qu'on le surnomme le buteur héros.
Il reste logiquement dans le groupe et dispute la CAN 2010 en Angola. Depuis il est resté comme l'un des attaquants les plus réguliers de la sélection béninoise dont il est considéré comme un habitué.

## Palmarès
- Champion de France de National en 2010 avec l'ETG.